# Liste de consoles de jeux vidéo
 (septembre 2017).
Si vous disposez d'ouvrages ou d'articles de référence ou si vous connaissez des sites web de qualité traitant du thème abordé ici, merci de compléter l'article en donnant les références utiles à sa vérifiabilité et en les liant à la section « Notes et références ».

## Première génération (1972–1980)

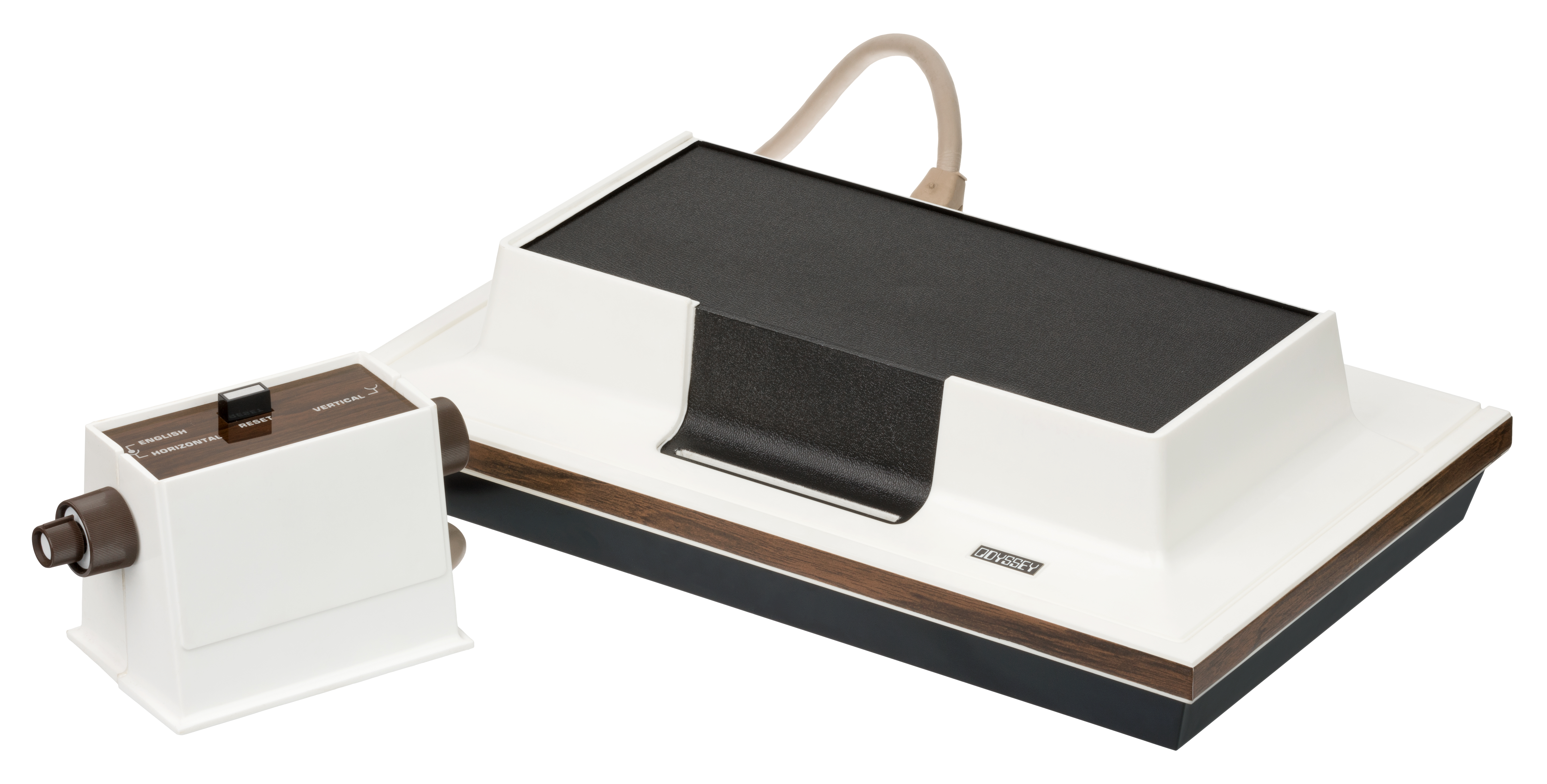
La Magnavox Odyssey, commercialisée en 1972, est la toute première console de jeux vidéo.

| Nom                                            | Date         | Constructeur                    | Type           |
| ---------------------------------------------- | ------------ | ------------------------------- | -------------- |
| Magnavox Odyssey                               | 1972         | Magnavox                        | Console        |
| Ping-O-Tronic                                  | 1974         | Zanussi                         | Console dédiée |
| VideoSport MK2                                 | 1974 ou 1975 |                                 | Console        |
| PC-50X                                         | 1975         | General Instrument              | Console        |
| Video-2000                                     | 1975         | Interton                        | Console        |
| Tele-Spiel                                     | 1975         | Philips                         | Console        |
| Coleco Telstar                                 | 1976         | Coleco                          | Console dédiée |
| APF TV Fun                                     | 1976         | APF                             | Console dédiée |
| OC-4                                           | 1976         | SOE                             | Console dédiée |
| Odyssey 2100                                   | 1976         | Philips                         | Console        |
| Pong                                           | 1976         | Atari                           | Arcade         |
| Super Pong                                     | 1976         | Atari                           | Console dédiée |
| Radio Shack TV Scoreboard                      | 1976         | RadioShack                      | Console dédiée |
| Stunt Cycle                                    | 1976         | Atari                           | Console dédiée |
| Video Pinball                                  | 1977         | Atari                           | Console dédiée |
| Ultra Pong Doubles                             | 1977         | Atari                           | Console dédiée |
| Atari Game Brain                               | 1977         | Atari                           | Console dédiée |
| Philips N20                                    | 1977         | Philips                         | Console dédiée |
| Color TV-Game 6 (Japon uniquement)             | 1977         | Nintendo                        | Console dédiée |
| Telescore 750                                  | 1977         | SEB                             | Console dédiée |
| Hanimex TVG 8610                               | 1978         | Hanimex                         | Console dédiée |
| Color TV Game 15 (Japon uniquement)            | 1977         | Nintendo                        | Console dédiée |
| Color TV Game Racing 112 (Japon uniquement)    | 1978         | Nintendo                        | Console dédiée |
| Color TV Game Block Kuzushi (Japon uniquement) | 1979         | Nintendo                        | Console dédiée |
| Telescore 752                                  | 1979         | SEB                             | Console dédiée |
| Computer TV Game (Japon uniquement)            | 1980         | Nintendo                        | Console dédiée |
| BSS 01 (Allemagne uniquement)                  | 1980         | Kombinat Mikroelektronik Erfurt | Console dédiée |

## Deuxième génération (1976–1983)
| Nom                                                                     | Date              | Constructeur           | Type                |
| ----------------------------------------------------------------------- | ----------------- | ---------------------- | ------------------- |
| Fairchild Channel F / Video Entertainment System (VES)                  | 1976              | Fairchild              | Console             |
| 1292 Advanced Programmable Video System                                 | 1976              | Radofin                | Console             |
| Hanimex TVG 070C                                                        | 1976              | Hanimex                | Console             |
| Channel F System II                                                     | 1979              | Fairchild              | Console             |
| Hanimex SD-070 Couleur                                                  | 1982              | Hanimex                | Console             |
| RCA Studio II                                                           | 1977              | RCA                    | Console             |
| Atari 2600 / Atari Video Computer System (VCS) / Sears Video Arcade     | 1977              | Atari                  | Console             |
| Atari 2600 Jr.                                                          | 1986              | Atari                  | Console             |
| Atari 2800 / Sears Video Arcade II (Japon uniquement)                   | 1983              | Atari                  | Console             |
| Coleco Gemini (clone de l'Atari 2600)                                   | 1982              | Coleco                 | Console             |
| Bally Astrocade                                                         | 1977              | Midway                 | Console             |
| Interton VC 2400                                                        | 1977              | Interton               | Console             |
| Interton VC 2501                                                        | 1977              | Interton               | Console             |
| Interton VC4000                                                         | 1978              | Interton               | Console             |
| Magnavox Odyssey²                                                       | 1978              | Magnavox               | Console             |
| Magnavox Odyssey 3                                                      | 1978              | Magnavox               | Console             |
| APF Imagination Machine                                                 | 1979              | APF                    | Console             |
| Game and Watch                                                          | 1980              | Nintendo               | Console portable    |
| Intellivision                                                           | 1979              | Mattel                 | Console             |
| Bandai Super Vision 8000                                                | 1979              | Bandai                 | Console             |
| Intellivision II                                                        | 1983              | Mattel                 | Console             |
| CreatiVision                                                            | 1981              | VTech                  | Console             |
| Epoch Cassette Vision                                                   | 1981              | Epoch                  | Console             |
| Emerson Arcadia 2001 (Leisure Vision au Canada) (Home Arcade en France) | 1982              | Emerson Radio          | Console             |
| Atari 5200 (uniquement aux États-Unis)                                  | 1982              | Atari                  | Console             |
| Atari 5100/Atari 5200 Jr.                                               | 1982 (Atari 5200) | Atari                  | Console (prototype) |
| ColecoVision                                                            | 1982              | Coleco                 | Console             |
| Entex Adventure Vision                                                  | 1982              | Entex                  | Console             |
| Vectrex                                                                 | 1982              | Smith Engineering      | Console             |
| Compact Vision TV-Boy                                                   | 1983              | Gakken                 | Console             |
| My Vision                                                               | 1983              | Nichibutsu             | Console             |
| Pyuuta Jr.                                                              | 1983              | Tomy                   | Console             |
| MicroVision                                                             | 1980              | Milton Bradley Company | Console portable    |
| Gameoff                                                                 | 1982              | Sansurie               | Console             |
| TeleTenis                                                               | 1983              |                        | Console             |

## Troisième génération (1983–1997)

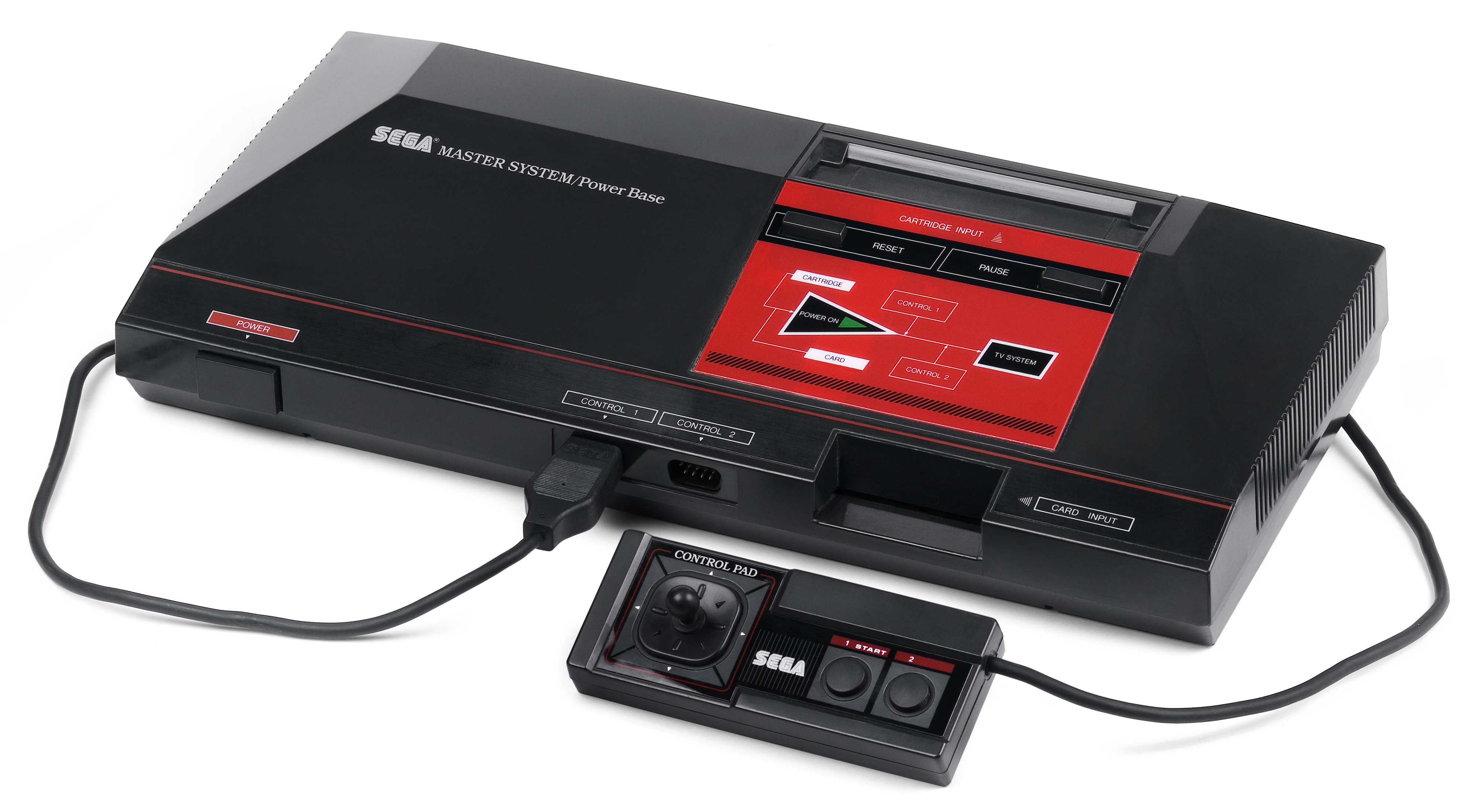
La Master System de Sega.

| Nom                                           | Date        | Constructeur          | Type                            |
| --------------------------------------------- | ----------- | --------------------- | ------------------------------- |
| Alf                                           | 1991        | Zapad / Tsvetotron    | Console                         |
| Super Cassette Vision                         | 1984        | Epoch                 | Console                         |
| Halcyon                                       | 1985        | RDI Video Systems     | Console                         |
| Intellivision III                             | 1985        | Mattel                | Console                         |
| PV-1000                                       | 1983        | Casio                 | Console                         |
| Commodore 64GS                                | 1990        | Commodore             | Console                         |
| GX-4000                                       | 1990        | Amstrad               | Console                         |
| Atari 7800                                    | 1985        | Atari Corporation     | Console                         |
| Atari XEGS                                    | 1986        | Atari Corporation     | Console                         |
| Sega SG-1000                                  | 1983        | Sega                  | Console                         |
| Sega SG-1000 II                               | 1984        | Sega                  | Console                         |
| Master System, Sega Mark III                  | 1985        | Sega                  | Console                         |
| Master System II                              | 1992        | Sega                  | Console                         |
| Master System III (Brésil uniquement)         | 1997        | Tec Toy               | Console                         |
| Nintendo Entertainment System (NES) / Famicom | 1983        | Nintendo              | Console                         |
| C1 NES TV / Sharp Nintendo Television         | 1983, Japon | Nintendo / Sharp 1993 | Console                         |
| Famicom Disk System (Japon uniquement)        | 1986        | Nintendo              | Extension de la Family Computer |
| Zemmix                                        | 1985        | Hyundai Electronics   | Console                         |
| BBC Bridge Companion                          | 1985        | BBC / Heber           | Console                         |
| VideoSmarts                                   | 1987        | VTech                 | Console                         |
| Action Max                                    | 1987        | Worlds of Wonder      | Console                         |
| Video Challenger                              | 1987        | Bandai                | Console                         |
| Video Art                                     | 1987        | LJN                   | Console                         |
| Famicom AV                                    | 1993        | Nintendo              | Console                         |

## Quatrième génération (1987–1998)

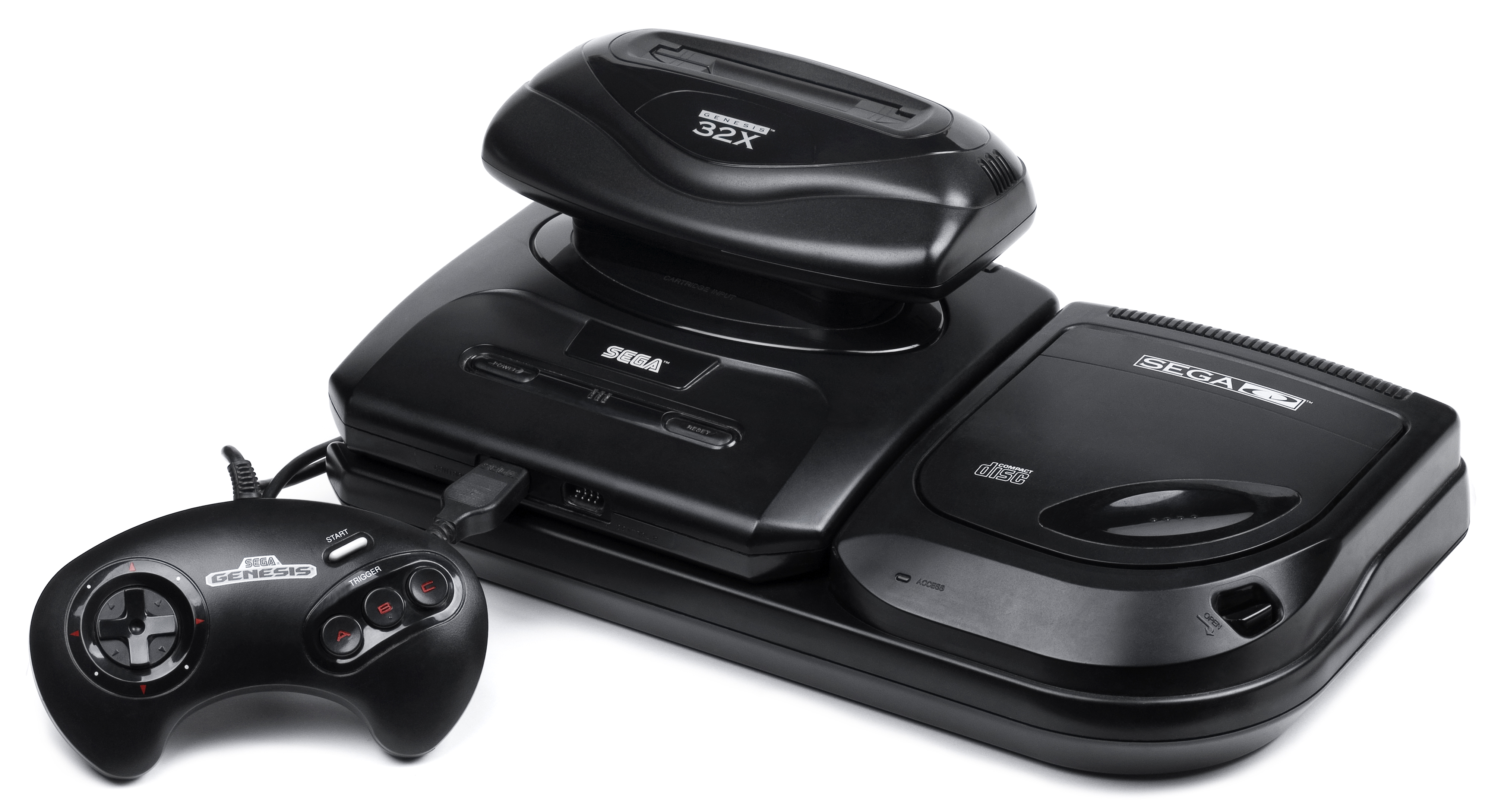
La Mega Drive avec les extensions 32X et Mega-CD.

| Nom                                           | Date                                   | Constructeur     | Type                   |
| --------------------------------------------- | -------------------------------------- | ---------------- | ---------------------- |
| Mega Drive / Sega Genesis                     | 1988                                   | Sega             | Console                |
| Mega Drive II                                 | 1993                                   | Sega             | Console                |
| Sega Genesis II (Amérique du Nord uniquement) | 1994                                   | Sega             | Console                |
| Mega Drive III (Brésil uniquement)            | 1978                                   | Sega             | Console                |
|                                               |                                        |                  |                        |
| Game Gear                                     | 1990                                   | Sega             | Console portable       |
| Sega Genesis 3 (Amériques)                    | 1998                                   | Sega             | Accessoire de console  |
| Mega-CD/Sega CD                               | 1991                                   | Sega             | Console                |
| Sega 32X                                      | 1994                                   | Sega             | Accessoire de console  |
| JVC X'eye / The Wondermega                    | 1994 (JVC X'eye) 1992 (The Wondermega) | Sega / JVC       | Console                |
| Sega Pico                                     | 1994                                   | Sega / Majesco   | Console                |
| Sega Mega Jet                                 | 1994                                   | Sega             | Console portable       |
| Atari Lynx                                    | 1989                                   | Atari            | Console portable       |
| Atari Lynx II                                 | 1991                                   | Atari            | Console portable       |
| PC Engine / TurboGrafx-16                     | 1987                                   | NEC              | Console                |
| TurboGrafx-CD                                 | 1990                                   | NEC              | Console                |
| SuperGrafX                                    | 1989, Japon                            | NEC              | Console                |
| PC-Engine LT                                  | 1991                                   | NEC              | Console                |
| Turbo Express                                 | 1990                                   | NEC              | Console portable       |
| View-Master Interactive Vision                | 1988                                   | View-Master      | Console                |
| VTech Socrates                                | 1988                                   | VTech            | Console                |
| Terebikko                                     | 1988                                   | Bandai           | Console                |
| Konix Multisystem                             | Annulée                                | Konix            | Console                |
| Neo-Geo                                       | 1990                                   | SNK              | Console / Arcade       |
| Neo-Geo CD                                    | 1994                                   | SNK              | Console                |
| Neo-Geo CDZ                                   | 1994                                   | SNK              | Console                |
| Commodore CDTV                                | 1991                                   | Commodore        | Console / ordinateur   |
| Memorex VIS                                   | 1992                                   | Memorex          | Console                |
| Game Boy                                      | 1989                                   | Nintendo         | Console portable       |
| Super Nintendo (SNES) / Super Famicom         | 1990                                   | Nintendo         | Console                |
| SF-1 SNES TV (Japon uniquement)               | 1990                                   | Nintendo / Sharp | Console                |
| SNES (modèle SNS-101) / Super Famicom Jr.     | 1997                                   | Nintendo         | Console                |
| SNES-CD                                       | Annulée                                | Nintendo         | Console                |
| Satellaview (Japon uniquement)                | 1993                                   | Nintendo         | Accessoire de console  |
| Game Boy Pocket                               | 1996                                   | Nintendo         | Console portable       |
| Game Boy Light                                | 1998                                   | Nintendo         | Console portable       |
| CD-i                                          | 1991                                   | Philips          | Console / Media player |
| TurboDuo / PC Engine Duo                      | 1992, É.U. / 1991, Japon               | NEC              | Console                |
| Watara Supervision                            | 1992                                   | Watara           | Console portable       |
| Sega Nomad                                    | 1995                                   | Sega             | Console portable       |
| Pioneer LaserActive                           | 1993                                   | Pioneer          | Console                |
| Super A'Can                                   | 1995                                   | Funtech          | Console                |
| PC Engine Shuttle                             | 1989                                   | NEC              | Console                |
| CoreGraphX                                    | 1989                                   | NEC              | Console                |
| CoreGraphX II                                 | 1991                                   | NEC              | Console                |
| PC Engine Duo-R                               | 1993                                   | NEC              | Console                |
| PC Engine Duo-RX                              | 1994                                   | NEC              | Console                |
| PC-KD863G Monitor                             | 1988                                   |                  | Console / Moniteur     |

## Cinquième génération (1993–2000)

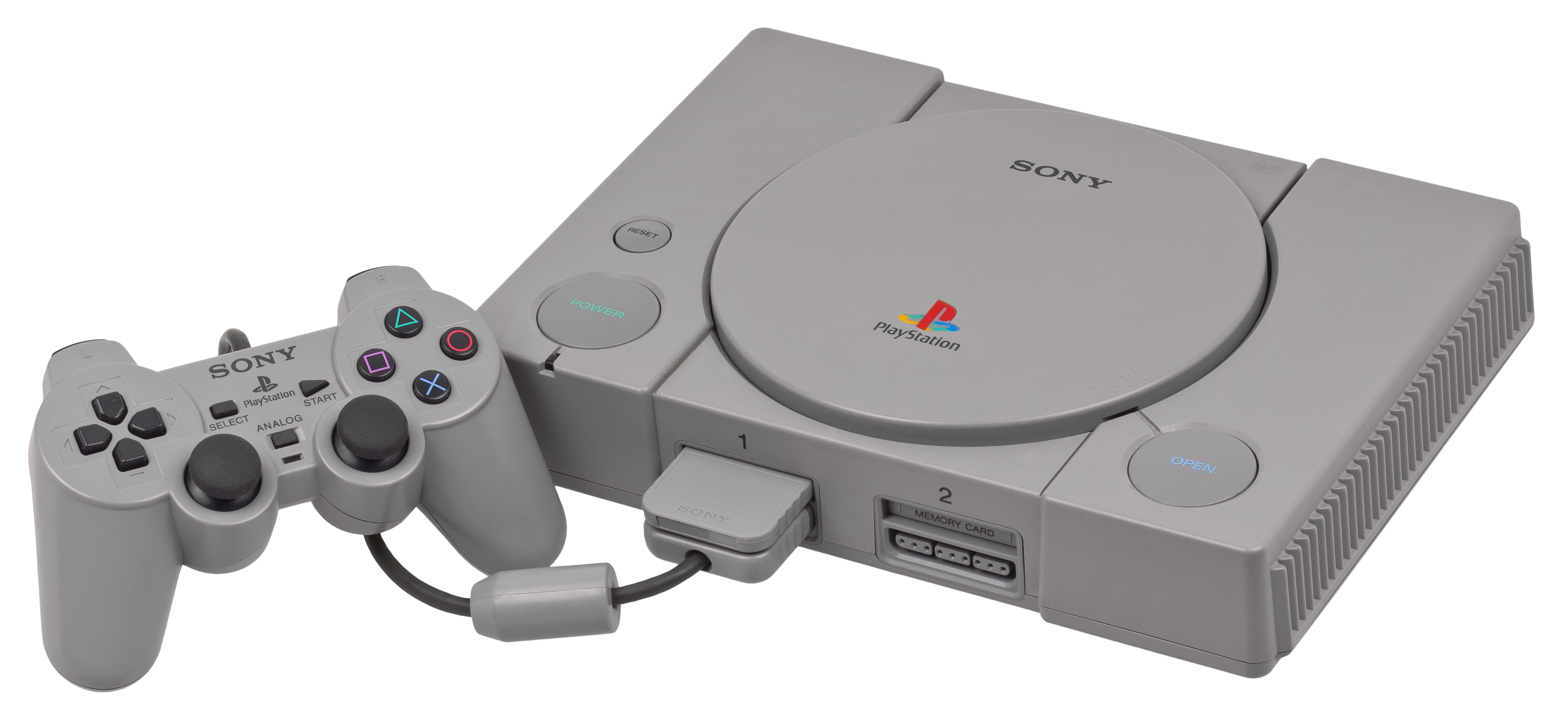
La PlayStation de Sony.

| Nom                               | Date    | Constructeur                 | Type                              |
| --------------------------------- | ------- | ---------------------------- | --------------------------------- |
| Virtual Boy                       | 1995    | Nintendo                     | Console                           |
| FM Towns Marty (Japon uniquement) | 1993    | Fujitsu                      | Console                           |
| Apple Pippin                      | 1995    | Bandai / Apple               | Console                           |
| R-Zone                            | 1995    | Tiger Electronics            | Console portable                  |
| Game.com                          | 1997    | Tiger Electronics            | Console portable                  |
| PC-FX                             | 1994    | NEC                          | Console                           |
| Atari Jaguar                      | 1993    | Atari Corporation            | Console                           |
| Atari Jaguar CD                   | 1995    | Atari Corporation            | Accessoire de console             |
| Atari Jaguar II                   | Annulée | Atari Corporation            | Console                           |
| PlayStation                       | 1994    | Sony                         | Console                           |
| Net Yaroze                        | 1997    | Sony                         | Kit de développement pour console |
| PocketStation                     | 1998    | Sony                         | Console portable                  |
| PSone                             | 2000    | Sony                         | Console                           |
| Sega Saturn                       | 1994    | Sega                         | Console                           |
| Panasonic M2                      | Annulée | Panasonic                    | Console                           |
| 3DO Interactive Multiplayer       | 1993    | Panasonic / Sanyo / GoldStar | Console                           |
| Amiga CD32                        | 1993    | Commodore                    | Console                           |
| Casio Loopy                       | 1995    | Casio                        | Console                           |
| Playdia                           | 1994    | Bandai                       | Console                           |
| CP System Changer                 | 1994    | Capcom                       | Console                           |
| Game Boy Color                    | 1998    | Nintendo                     | Console portable                  |
| Nintendo 64                       | 1996    | Nintendo                     | Console                           |
| Nintendo 64DD                     | 1999    | Nintendo                     | Accessoire de console             |
| Sega Neptune                      | Annulée | Sega                         | Console                           |
| Neo-Geo Pocket                    | 1998    | SNK                          | Console portable                  |
| Sega Pluto                        | Annulée | Sega                         | Console                           |

## Sixième génération (1998-2005)

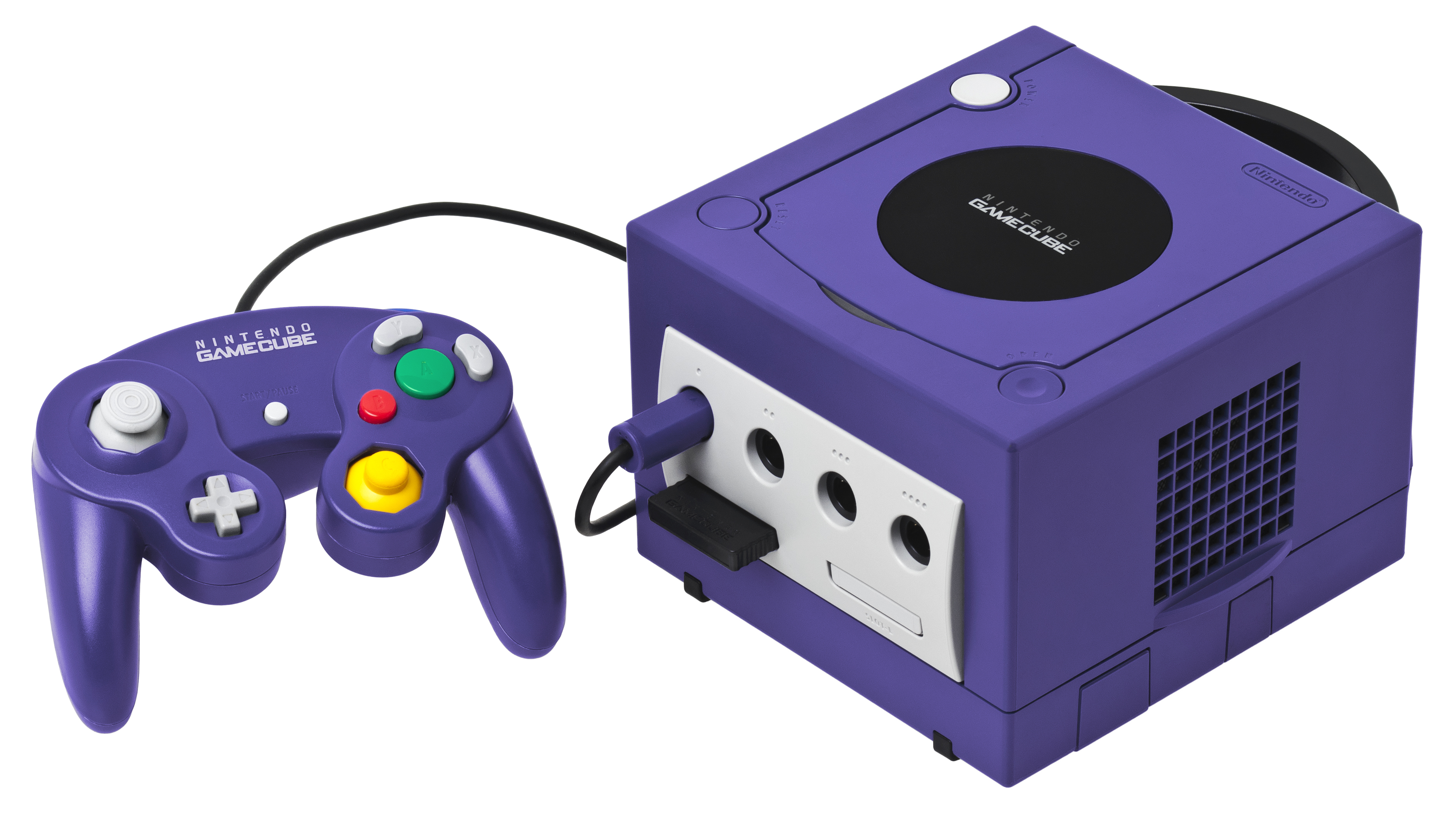
La GameCube de Nintendo.

| Nom                              | Date    | Constructeur         | Type             |
| -------------------------------- | ------- | -------------------- | ---------------- |
| Neo-Geo Pocket Color             | 1999    | SNK                  | Console portable |
| WonderSwan Color                 | 2000    | Bandai               | Console portable |
| SwanCrystal                      | 2002    | Bandai               | Console portable |
| ApeXtreme                        | Annulée | Apex Digital         | Console          |
| Atari Flashback                  | 2004    | Atari, Inc.          | Console dédiée   |
| Dreamcast                        | 1998    | Sega                 | Console          |
| Advanced Pico Beena              | 2005    | Sega                 | Console          |
| L600                             | Annulée | Indrema              | Console          |
| Nintendo GameCube                | 2001    | Nintendo             | Console          |
| Nuon                             | 2000    | VM Labs              | Console          |
| IQue Player                      | 2003    | Nintendo             | Console          |
| Panasonic Q \| Q Game Boy Player | 2001    | Nintendo / Panasonic | Console          |
| PlayStation 2                    | 2000    | Sony                 | Console          |
| PlayStation 2 Slim               | 2004    | Sony                 | Console          |
| PSX                              | 2003    | Sony                 | Console          |
| GP32                             | 2002    | Game Park            | Console portable |
| N-Gage                           | 2003    | Nokia                | Console portable |
| N-Gage QD                        | 2004    | Nokia                | Console portable |
| V.Smile                          | 2005    | VTech                | Console          |
| Zodiac                           | 2003    | Tapwave              | Console portable |
| XaviXPort gaming console         | 2004    | SSD Company          | Console          |
| GameKing                         | 2003    | Time top             | Console portable |
| Xbox                             | 2001    | Microsoft            | Console          |
| Pokémon Mini                     | 2001    | Nintendo             | Console portable |
| Game Boy Advance                 | 2001    | Nintendo             | Console portable |
| Game Boy Advance SP              | 2003    | Nintendo             | Console portable |
| Game Boy Micro                   | 2005    | Nintendo             | Console portable |
| Leapster TV                      | 2005    | LeapFrog             | Console          |
| GoGo TV Video Vision             | 2005    | Manley               | Console          |
| Buzztime Home Trivia System      | 2005    | NTN Buzztime         | Console          |

## Septième génération (2004-2012)

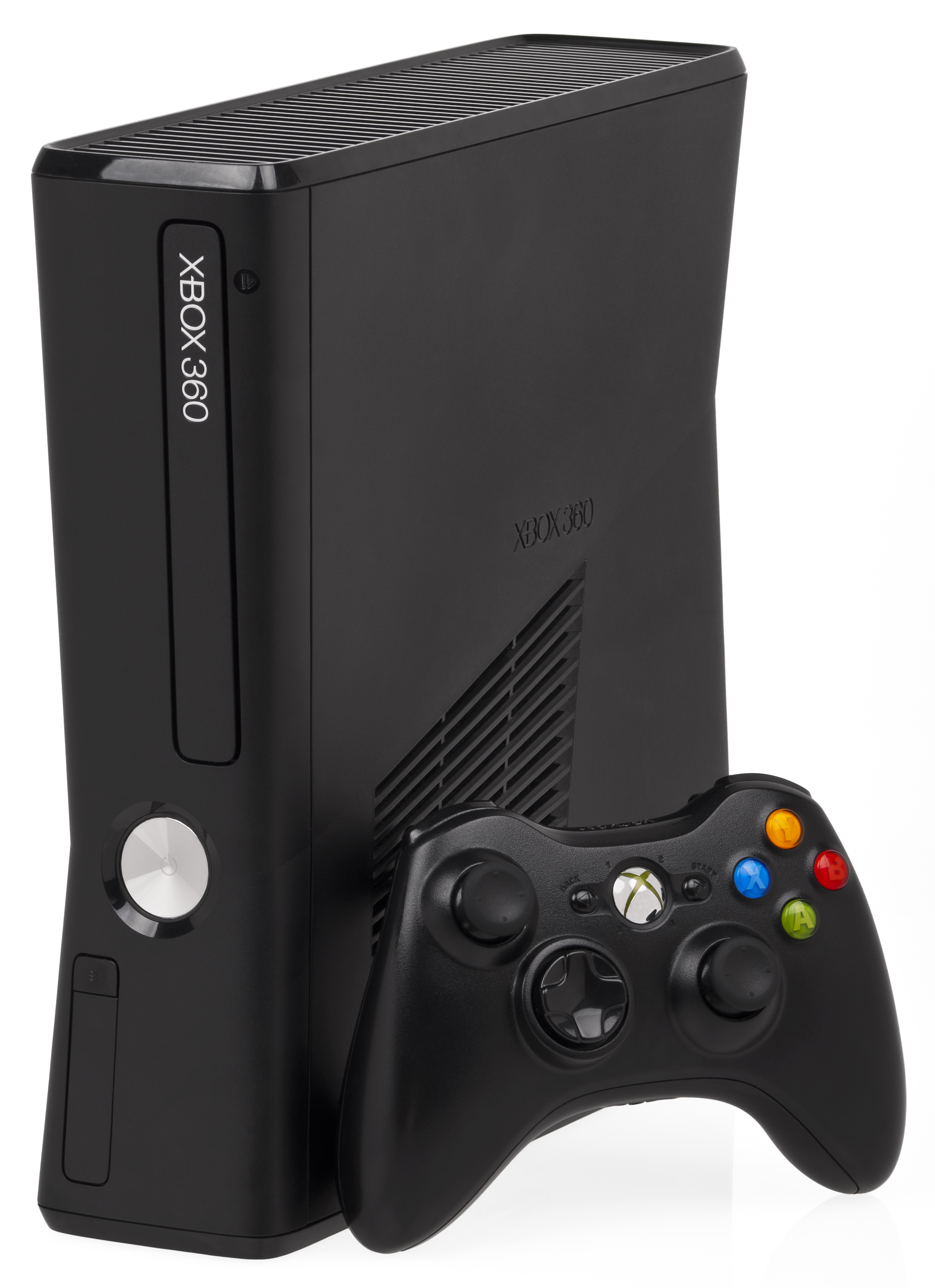
La Xbox 360 Slim de Microsoft.

| Nom                              | Date    | Constructeur               | Type             |
| -------------------------------- | ------- | -------------------------- | ---------------- |
| Atari Flashback 2                | 2005    | Atari                      | Console dédiée   |
| Atari Flashback 3                | 2011    | AtGames                    | Console dédiée   |
| Atari Flashback 4                | 2012    | AtGames                    | Console dédiée   |
| Gizmondo                         | 2005    | Tiger Telematics           | Console portable |
| V.Smile Pro                      | 2007    | VTech                      | Console          |
| V.Smile Pocket                   | 2007    | VTech                      | Console portable |
| V.Smile Baby                     | 2007    | VTech                      | Console portable |
| V.Flash                          | 2006    | VTech                      | Console          |
| V.Smile V.Motion                 | 2008    | VTech                      | Console          |
| G-SPHERE                         | 2010    | Tyson Networks             | Console portable |
| Generation NEX                   | 2005    | Messiah Entertainment, Inc | Console          |
| DigiBLAST                        | 2005    | Nikko                      | Console portable |
| FC Twin Video Game System        | 2006    | Yobo                       | Console          |
| EVO Smart Console                | 2008    | Envizions                  | Console          |
| Retro Duo                        | 2008    | Retrobit                   | Console          |
| Leapster                         | 2008    | Leap Frog                  | Console portable |
| GameSystem                       | 2010    | CUBE Design                | Console          |
| Game Wave                        | 2005    | ZAPiT                      | Console          |
| Pandora                          | 2010    | OpenPandora                | Console portable |
| Mattel HyperScan                 | 2006    | Mattel                     | Console          |
| ION                              | 2006    | Playskool                  | Console          |
| OnLive                           | 2010    | OnLive                     | Jeu à la demande |
| Phantom                          | Annulée | Phantom                    | Console          |
| PlayStation 3                    | 2006    | Sony                       | Console          |
| PlayStation 3 Slim               | 2009    | Sony                       | Console          |
| PlayStation 3 Ultra Slim         | 2012    | Sony                       | Console          |
| PlayStation Portable             | 2005    | Sony                       | Console portable |
| PSP Slim & Lite                  | 2007    | Sony                       | Console portable |
| PSP 3000                         | 2008    | Sony                       | Console portable |
| PSP Go                           | 2009    | Sony                       | Console portable |
| PSP Street                       | 2011    | Sony                       | Console portable |
| Wii                              | 2006    | Nintendo                   | Console          |
| Wii Mini                         | 2012    | Nintendo                   | Console          |
| Nintendo DS                      | 2004    | Nintendo                   | Console portable |
| Nintendo DS Lite                 | 2006    | Nintendo                   | Console portable |
| Nintendo DSi                     | 2008    | Nintendo                   | Console          |
| Nintendo DSi XL                  | 2010    | Nintendo                   | Console portable |
| Xbox 360                         | 2005    | Microsoft                  | Console          |
| Xbox 360 Slim                    | 2010    | Microsoft                  | Console          |
| GP2X                             | 2005    | Game Park                  | Console portable |
| XGP                              | Annulée | Game Park                  | Console portable |
| GP2X Wiz                         | 2009    | Game Park                  | Console portable |
| GP2X Caanoo                      | 2010    | Game Park                  | Console portable |
| Zeebo                            | 2009    | Zeebo Inc.                 | Console          |
| Zone                             | 2010    | Ultimate Products Ltd.     | Console          |
| Clickstart My First Computer     | 2007    | LeapFrog                   | Console          |
| Zippity                          | 2009    | LeapFrog                   | Console          |
| VMIGO TV                         | 2006    | Jakks Pacific              | Console          |
| Telestory                        | 2006    | Jakks Pacific              | Console          |
| Smart Cycle                      | 2007    | Fisher-Price               | Console          |
| Mega Drive 4 (Brésil uniquement) | 2009    | Tectoy                     | Console          |

## Huitième génération (2011-2021)

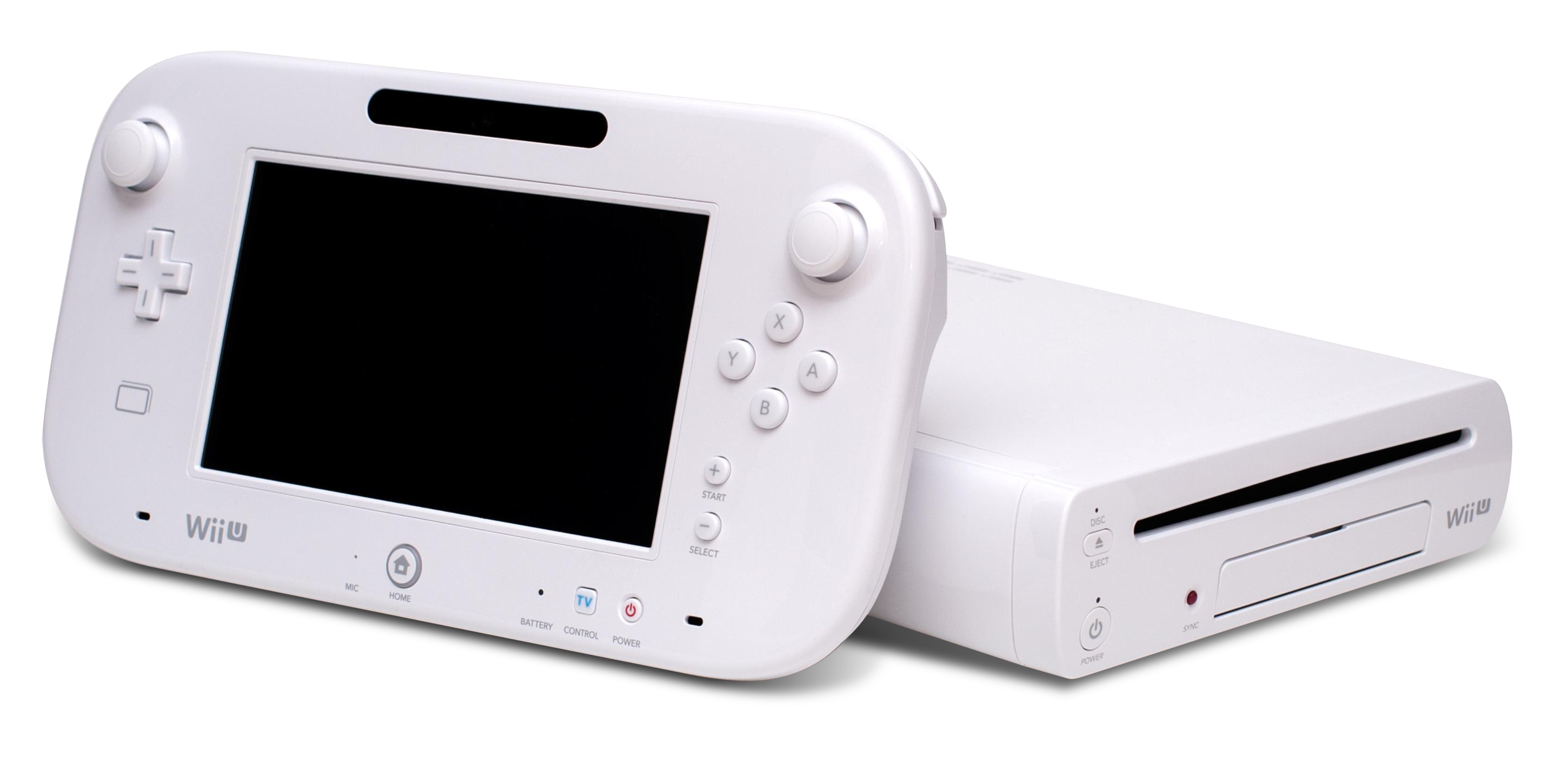
La Wii U de Nintendo.

| Nom                    | Date    | Constructeur                | Type             |
| ---------------------- | ------- | --------------------------- | ---------------- |
| PlayStation Vita       | 2011    | Sony                        | Console portable |
| Nintendo 3DS           | 2011    | Nintendo                    | Console portable |
| Nintendo 3DS XL        | 2012    | Nintendo                    | Console portable |
| Wii U                  | 2012    | Nintendo                    | Console          |
| Nintendo 2DS           | 2013    | Nintendo                    | Console portable |
| Nvidia Shield          | 2013    | Nvidia                      | Console          |
| GameStick              | 2013    | PlayJam                     | Console          |
| Ouya                   | 2013    | Ouya inc.                   | Console          |
| PlayStation 4          | 2013    | Sony                        | Console          |
| PlayStation TV         | 2013    | Sony                        | Console          |
| Xbox One               | 2013    | Microsoft                   | Console          |
| Piston                 | 2013    | Xi3                         | Console          |
| Pandora TV-Box         | 2013    | N/A                         | Console          |
| G-cluster              | 2013    | G-cluster Global            | Console          |
| MOJO                   | 2013    | Mad Catz                    | Console          |
| flarePlay              | 2013    | flarePlay                   | Console          |
| Xtreamer Multi-Console | 2014    | Unicorn Information Systems | Console          |
| FunBox                 | 2014    | ZTE                         | Console          |
| Fire TV                | 2014    | Amazon.com                  | Console          |
| Fire TV Stick          | 2014    | Amazon.com                  | Console          |
| T2                     | 2014    | TCL Corporation             | Console          |
| Tron                   | 2014    | Huawei Technologies         | Console          |
| Shadow Stick 3         | 2014    | Baidu                       | Console          |
| X18                    | 2014    | DiyoMate                    | Console          |
| LeapTV                 | 2014    | LeapFrog                    | Console          |
| TIMEBOX                | 2014    | TIMEBOX                     | Console          |
| Nexus Player           | 2014    | Google                      | Console          |
| G-BOX                  | 2014    | Geeya                       | Console          |
| New Nintendo 3DS       | 2014    | Nintendo                    | Console portable |
| New Nintendo 3DS XL    | 2014    | Nintendo                    | Console portable |
| Atari Flashback 5      | 2014    | AtGames                     | Console dédiée   |
| Gamebuino Classic      | 2014    | Gamebuino                   | Console portable |
| Atari Flashback 6      | 2015    | AtGames                     | Console dédiée   |
| Steam Machine          | 2015    | Valve Corporation           | Console          |
| Nvidia Shield TV       | 2015    | Nvidia                      | Console          |
| Playdroid TV           | 2015    | Lexibook                    | Console          |
| Atari Flashback 7      | 2016    | AtGames                     | Console dédiée   |
| Coleco Chameleon       | Annulée | Coleco                      | Console          |
| GPD Win                | 2016    | GPD                         | Console portable |
| Xbox One S             | 2016    | Microsoft                   | Console          |
| PlayStation 4 Slim     | 2016    | Sony                        | Console          |
| PlayStation 4 Pro      | 2016    | Sony                        | Console          |
| New Nintendo 2DS XL    | 2017    | Nintendo                    | Console portable |
| Nintendo Switch        | 2017    | Nintendo                    | Console hybride  |
| Xbox One X             | 2017    | Microsoft                   | Console          |
| Gamebuino META         | 2018    | Gamebuino                   | Console portable |
| Google Stadia          | 2019    | Google                      | Jeu à la demande |
| Nvidia Tv Pro          | 2019    | Nvidia                      | Console          |
| Nintendo Switch Lite   | 2019    | Nintendo                    | Console portable |
| Nintendo Switch Oled   | 2021    | Nintendo                    | Console hybride  |

## Neuvième génération (depuis 2020)
| Nom                   | Date | Constructeur | Type                |
| --------------------- | ---- | ------------ | ------------------- |
| PlayStation 5         | 2020 | Sony         | Console             |
| PlayStation 5 Digital | 2020 | Sony         | Console             |
| Xbox Series X         | 2020 | Microsoft    | Console             |
| Xbox Series S         | 2020 | Microsoft    | Console             |
| Atari VCS             | 2020 | Atari        | Console dédiée      |
| GeForce Now           | 2020 | Nvidia       | Jeu à la demande    |
| Polymega              | 2021 | Playmaji     | Console d'émulation |
| Playdate              | 2021 | Panic        | Console portable    |
| Steam Deck            | 2022 | Valve        | Console portable    |
| Amazon Luna           | 2022 | Amazon       | Jeu à la demande    |
| Asus ROG Ally         | 2023 | Asus         | Console portable    |
| PlayStation 5 Slim    | 2023 | Sony         | Console             |
| PlayStation 5 Pro     | 2024 | Sony         | Console             |
| Nintendo Switch 2     | 2025 | Nintendo     | Console hybride     |